# Сираково (Добрицька область)
Сира́ково (болг. Сираково) — село в Добрицькій області Болгарії. Входить до складу общини Генерал-Тошево.

## Населення
За даними перепису населення 2011 року у селі проживали 60 осіб.
Національний склад населення села:
| Національність   | Кількість осіб | Відсоток |
| ---------------- | -------------- | -------- |
| болгари          | 35             | 58,3%    |
| цигани           | 15             | 25,0%    |
| турки            | 7              | 11,7%    |
| Всього відповіли | 60             |          |

Розподіл населення за віком у 2011 році:
Динаміка населення: